# سیارک ۲۱۹۱۳
سیارک ۲۱۹۱۳ (به انگلیسی: 21913 Taylorjones، نامگذاری:1999VK28) بیست و یک هزار و نهصد و سیزدهمین سیارک کشف شده‌است که در ۳ نوامبر ۱۹۹۹ کشف شد.
قدر مطلق سیارک برابر ۱۷.۰ است.